# Football Club Vittorio Veneto 1964-1965
Questa pagina raccoglie le informazioni riguardanti il Football Club Vittorio Veneto nelle competizioni ufficiali della stagione 1964-1965.

## Rosa
| N. |                   | Ruolo | Calciatore         |
| -- | ----------------- | ----- | ------------------ |
|    | Italia (bandiera) | C     | Alfredo Bui        |
|    | Italia (bandiera) | D     | Romeo Campagnola   |
|    | Italia (bandiera) |       | Cesero             |
|    | Italia (bandiera) | A     | Ennio Cotterle     |
|    | Italia (bandiera) | D     | Manlio De Re       |
|    | Italia (bandiera) | P     | Adriano De Benedet |
|    | Italia (bandiera) | P     | Giovanni De Min    |
|    | Italia (bandiera) | C     | Adelmo D'Odorico   |
|    | Italia (bandiera) | D     | Dino Donadon       |
|    | Italia (bandiera) | D     | Alberto Giacomin   |

| N. |                   | Ruolo | Calciatore           |
| -- | ----------------- | ----- | -------------------- |
|    | Italia (bandiera) | P     | Renzo Lanza          |
|    | Italia (bandiera) | A     | Gianni Marchiol      |
|    | Italia (bandiera) | C     | Libero Mazza         |
|    | Italia (bandiera) | D     | Renzo Mion           |
|    | Italia (bandiera) | A     | Mirko Olivotto       |
|    | Italia (bandiera) | D     | Paolo Pandrin        |
|    | Italia (bandiera) | C     | Giancarlo Pantaleoni |
|    | Italia (bandiera) | C     | Luigi Polentes       |
|    | Italia (bandiera) | C     | Ernesto Varnier      |
|    | Italia (bandiera) | A     | Eliseo Zerlin        |